# Kankongno
Kankongno, également orthographié Kankonion, est une localité située dans le département de Djigoué de la province du Poni dans la région Sud-Ouest au Burkina Faso.

## Géographie
Kankongno se trouve à 4 km au sud du chef-lieu Djigoué.

## Santé et éducation
Le centre de soins le plus proche de Kankongno est le centre de santé et de promotion sociale (CSPS) de Djigoué tandis que le centre médical avec antenne chirurgicale (CMA) de la province se trouve à Gaoua.